# خانه یزدی
خانه یزدی مربوط به دوره قاجار است و در کرمانشاه، محله قدیمی فیض آباد، خیابان امام جمعه، کوچه انتظاری واقع شده و این اثر در تاریخ ۲۷ دی ۱۳۷۷ با شمارهٔ ثبت ۲۲۴۱ به‌عنوان یکی از آثار ملی ایران به ثبت رسیده است.